# 天才吧
天才吧（Genius Bar）是蘋果公司在Apple Store内提供的一项技术支持服务，用戶通過該服務可以更換硬體、電池以及其他軟體方面的支持。Apple Store會派人與客戶面對面交談，不過客戶要預約後才能前往門店。

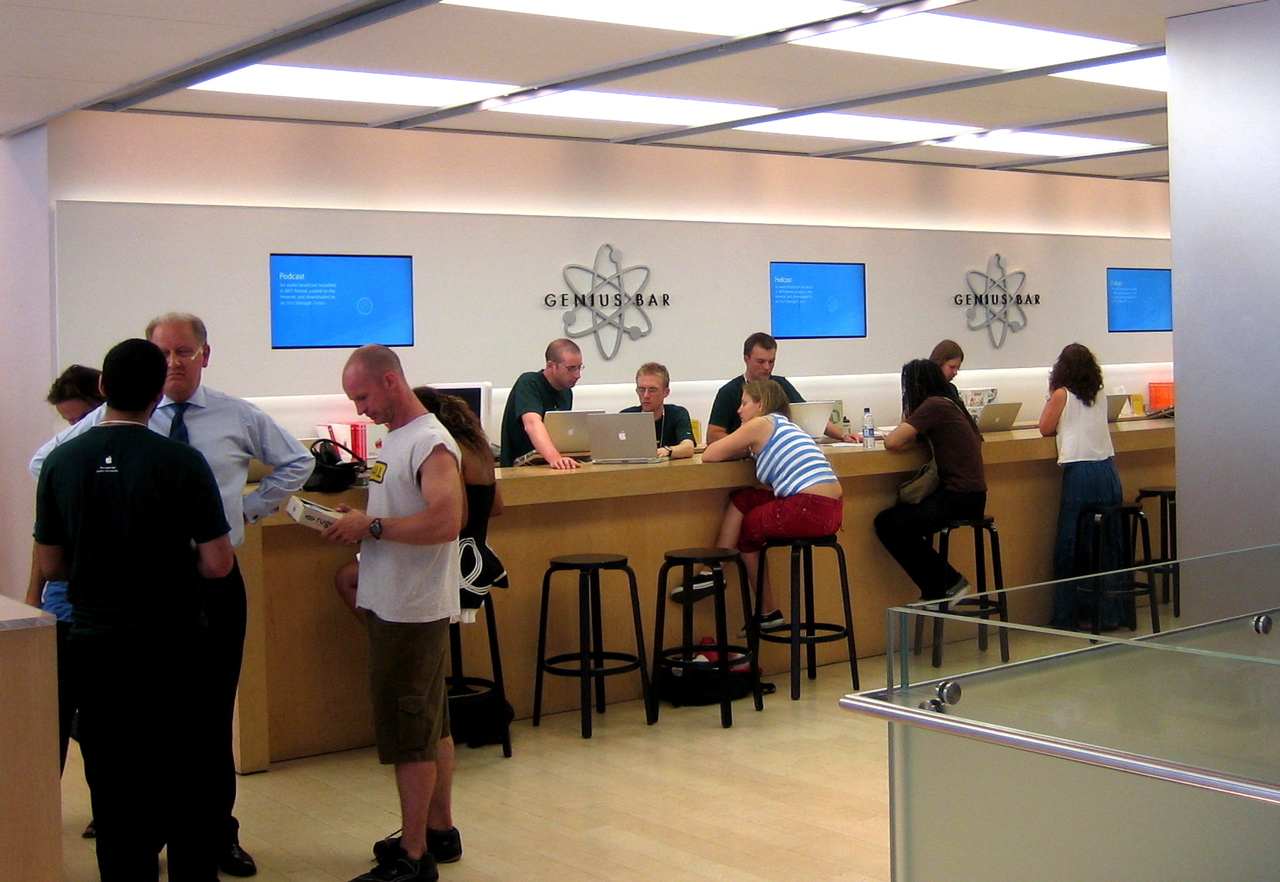
伦敦一家Apple Store內提供的天才吧服務

## 外部鏈接
- Apple Genius Bar （页面存档备份，存于）